# Jakob Tugehenn
Jakob Tugehenn (geboren um die Mitte des 13. Jahrhunderts; bezeugt 1280–1299) war ein in Bozen tätiger Tiroler Notar, der – ähnlich seinem Vorgänger Jakob Haas – aufgrund seines erhalten gebliebenen Urkundenregisters (Imbreviatur) von 1295 bedeutsam für die Geschichte des mittelalterlichen Notariats ist.
Tugehenns Wirken als Pfalznotar wird ab 1280 fassbar, Beurkundungen von seiner Hand sind bis 1299 nachgewiesen. Er war Sohn des Heinz Tugehenn von Bozen und urkundete nicht nur in Bozen, zu seinem Geschäftsbereich zählten auch das Überetsch, der Nonsberg und das Etschtal bis Tisens und Meran. Besonders bedeutsam ist seine Notariatsimbreviatur aus dem Jahr 1295 (Staatsarchiv Trient), in der 772 Einzelaufzeichnungen überliefert sind. Abgesehen von seinem Schreibnamen machen zahlreiche Germanismen seiner Texte wahrscheinlich, dass es sich um einen deutschsprachigen Notar handelte.
Tugehenn wohnte und amtete nach Ausweis der urkundlichen Überlieferung am Bozener Obstmarkt.